# История российской дефектологии
История дефектологии как научной дисциплины и общественной практики начинается в середине 19 века и напрямую связано со становлением земского движения в России. Тем не менее, несмотря на то, что уже в первой половине XIX в России уже существовали училища для глухонемых, слепых, а также начинали появляться первые медико-педагогические учреждения для умственно отсталых, в стране практически не велось научных исследований, посвящённых изучению природы (физиологической, психологической, социальной) детей с отклонениями в развитии. Своеобразие развития детей с отклонениями приводило педагогов к пониманию необходимости привлечения знаний других наук о человеке и его деятельности. Огромный импульс для своего развития дефектология получает после октябрьской революции 1917 года и прихода к власти правительства большевиков.

## Первая половина XIX века
История дефектологии в России тесно связана с историей российской благотворительности. Зарождение дефектологии в России связано с деятельностью выдающегося французского тифлопедагога В. Гаюи прибывшего в С.-Петербург в сентябре 1806 по приглашению Александра I. 10 августа 1807 император подписал «Штаты института работающих слепых». В. А. Феоктистова пишет: «Начало систематического обучения слепых в России и развитие отечественной тифлопедагогики относится к концу 70-х гг. XIX века. Но первый опыт обучения слепых детей возник уже в начале XIX века» .

Начиная с императора Александра I, пригласившего в Россию В.Гаюи, инициаторами в оказании помощи слепым и покровителями открывающихся учреждений для инвалидов по зрению были императоры и императрицы, члены царской семьи, многие высокопоставленные лица, а также частные лица.

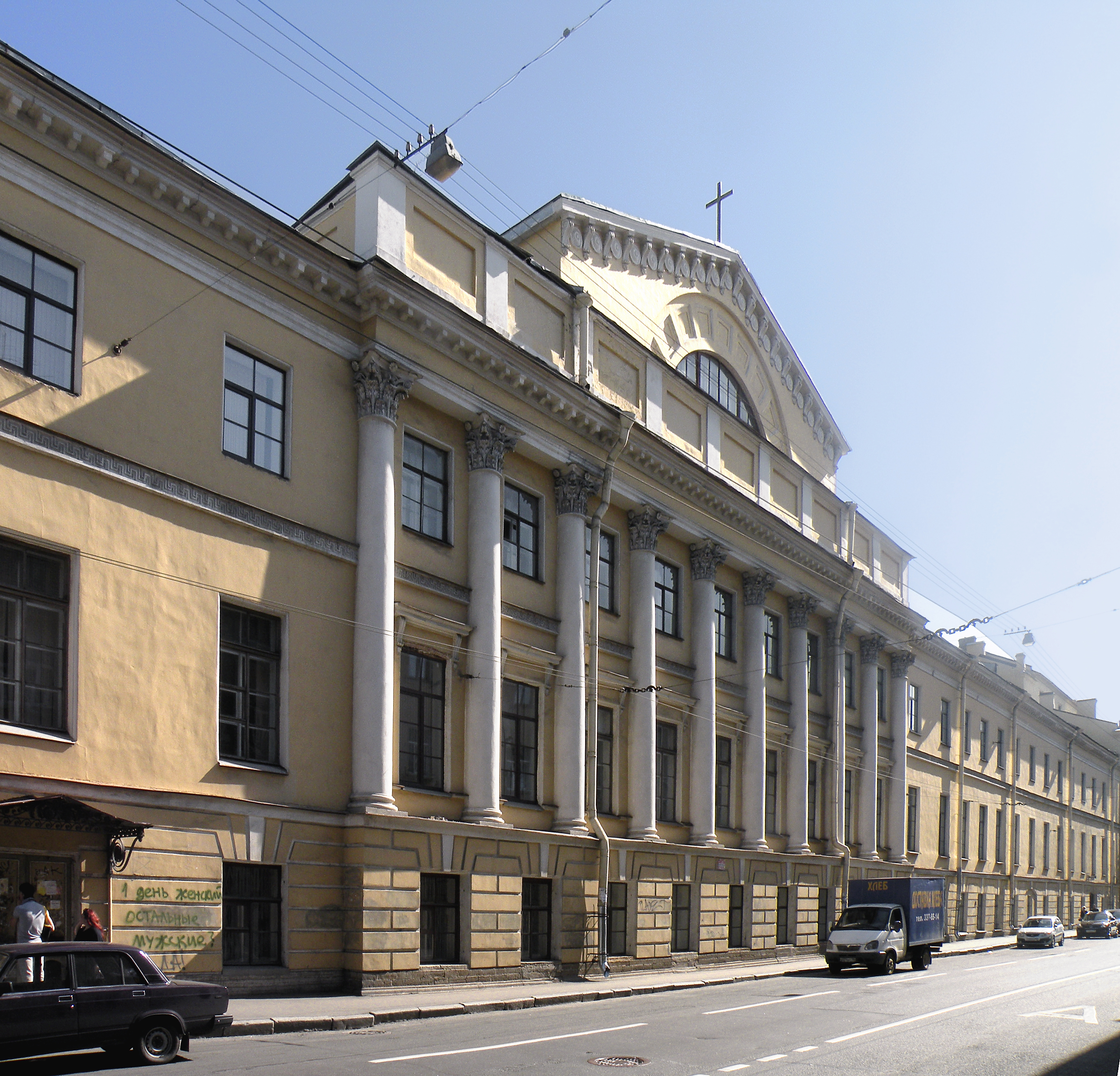
Здание Санкт-Петербургского училища глухонемых

В первой половине XIX века важные изменения произошли в обучении и воспитании глухонемых. В 1806 г. императрицей Марией Федоровной было открыто Санкт-Петербургское училище глухонемых. Руководил училищем ксенз проф. Винцент-Ансельм Зыгмунт, ранее служивший наставником института глухонемых в Вене. Им были введены основы мимического метода обучения глухонемых детей аббата де Л’Эпе В 1810 г., по рекомендации директора Парижского института глухих аббата Сикара, в Россию был приглашен его ученик Жан Батист Жоффре, заведовавший начальной школой при Парижском институте глухих. В 1810 училище по решению Марии Федоровны было передано в ведение Санкт-Петербургского Опекунского совета и перешло на казённое содержание. Позже, в 1817 г., было открыто Варшавское училище; в 1843 г. в Одессе было открыто училище для глухонемых девочек. Появились первые труды по обучению и воспитанию глухонемых детей: работа В. И. Флери (1835) и работа Г. А. Гурцева (1838). 

А. И. Дьячков следующим образом характеризует цели, которые преследовались обучением и воспитанием глухонемых в первой половине XIX в.: «… воспитание глухонемого ребёнка для участия в трудовой деятельности на основе развития его умственных и нравственных способностей» . 

Помимо государственных средств, на дело воспитания глухонемых детей поступали также значительные пожертвования от частных лиц, однако количество бесплатных мест оставалось крайне ограниченным и, несмотря на то, что имела место тенденция увеличения числа учащихся в Петербургском училище, тысячи глухонемых детей, как отмечает А. Г. Басова, продолжали оставаться безграмотными. 

Учреждения для умственно отсталых появились позже других. Как отмечает Х. С. Замский: «Первое в России учреждение для умственно отсталых детей было открыто в 1858 г. в Риге доктором Фридрихом Плятцем — лечебно-педагогическое заведение для страдающих припадками, малоспособных, слабоумных и идиотов» .
В первой половине XIX века проблемы помощи умственно отсталым интересовали в основном психиатров. Соответственно, им оказывалась только медицинская помощь.

Итак, можно сделать следующие выводы:
1. в России появилось небольшое число учреждений, в которых занимались вопросами лечения, обучения и воспитания названных категорий детей;
2. большая часть таких детей не были охвачены специальным обучением;
3. уровень научных знаний в области изучения, воспитания и обучения названных категорий детей не позволяет говорить о наличии научно обоснованного подхода;
4. систематизируются отдельные методы и приёмы коррекционного воздействия, особенно активно и плодотворно в области обучения и воспитания глухонемых детей.

## Вторая половина XIX века — начало XX века
Во второй половине XIX века произошли значительные изменения в воспитании и обучении этих трёх категорий детей. Это было связано с глубокими социально-экономическими изменениями в жизни страны: освобождением крестьян от крепостного рабства. Существовавшая система образования, ориентированная на воспитание и обучение небольшой части населения, уже не могла удовлетворять потребностям общества. В связи с этим произошла реформа образования. Она привела к ряду положительных изменений в образовании, среди которых можно назвать развитие сети воскресных школ для взрослых, доступность образования для всех слоёв общества, попытка установления общественного контроля над образованием, разрешение органам местного самоуправления, общественным и частным лицам открывать новые начальные училища. Эти изменения коснулись и воспитания и обучения детей с отклонениями в развитии.

Расширилось число учебных заведений и контингент учеников. В обществе всё чаще стали подниматься вопросы об общественном воспитании детей с отклонениями в развитии. Как уже отмечалось ранее, глубокую разработку проблемы общественного воспитания и гуманизации образования получили в трудах К. Д. Ушинского. Именно он глубоко научно проанализировал и сформулировал дальнейшие пути развития отечественного образования и педагогики как самостоятельной научной отрасли.

Вторая половина XIX века и начало XX века являются важным этапом в развитии обучения и воспитания рассматриваемых категорий детей. Как отмечает Н. Н. Малофеев, именно в этот период складываются национальные научные школы сурдо-,тифло- и олигофренопедагогики, начинают подниматься вопросы социальной адаптации и интеграции детей с отклонениями в развитии в общество посредством воспитания. Именно в этот период воспитание и обучение детей с отклонениями в развитии стало формироваться как педагогический компонент социализации.

В монархической России всё воспитание детей с отклонениями в развитии основывалось на государственной и общественной благотворительности. Во второй половине XIX века на необходимость активного участия общества в организации образования детей с нарушениями слуха и зрения указывают К. К. Грот, Г. Г. Дикгоф, А. И. Скребицкий. В этих условиях огромное значение имела деятельность учрежденного под патронажем императрицы Марии Александровны Попечительства о слепых (1881), учрежденного под патронажем императрицы Марии Федоровны и Попечительства императрицы Марии о глухонемых (1898), других благотворительные организаций ставших основным звеном в российской системе попечения о воспитании и обучении детей с отклонениями в развитии.

Г. Г. Дикгофу и К. К. Гроту удаётся то, что не удалось В. Гаюи в начале века. «Деятельность Грота и Дикгофа по организации обучения слепых, в отличие от Гаюи, оказалась успешной потому, что к концу XIX в. в России изменилось отношение государства и общества к слепым. … набрала силу светская благотворительность, образование начало осознаваться базовой общественной ценностью, а обучение слепых стало пониматься как реализация всеобщего права на образование. В новых условиях Попечительство о слепых сумело открыть более двух десятков учебных заведений». К 1913 по всей России, от Малороссии до Якутии, было открыто 15 отделений Попечительства Императрицы Марии Федоровны о глухонемых . Общее количество заведений подведомственных Попечительству заведений превышало 50.

В работе А. И. Дьячкова отмечается, что изменение отношения общества к образованию позволило улучшить состояние образования глухонемых. Он пишет: «Во второй половине XIX в. под действием изменившихся социально-экономических условий в России… произошли изменения в социальном составе учащихся училищ для глухонемых: принимались дети ремесленников, крестьян и рабочих» .
Необходимость общественного образования для детей с умственной отсталостью отстаивают организаторы немногочисленных медико-педагогических учреждений для умственно отсталых детей: Е. К. Грачёва, Е. Х. Малеревская, И. В. Малеревский. 

Идея общественного образования детей с отклонениями получает значительное развитие в начале XX века в трудах многих учёных, отмечается невозможность решения проблем образования таких детей без участия общества. Известный специалист в области изучения и воспитания умственно отсталых детей П. И. Ковалевский указывает на недостаточность той помощи, которую оказывают общественные учреждения умственно отсталым детям.
Выдающийся организатор учреждений для детей с отклонениями в развитии В. П. Кащенко отмечает крайнюю важность образования для дефективных детей. По его мнению, они нуждаются в образовании даже больше, чем нормальные. «Дефективный ребёнок уже вследствие одного своего недоразвития должен быть опекаем и оберегаем также, если не больше, чем его счастливый товарищ; … весьма важно для успеха дела, чтобы дефективный находился в приспособленном для него заведении, где к его услугам и специальные методы и специальный режим» .

Крупный специалист в области изучения и обучения глухонемых детей М. В. Богданов-Березовский отмечает, что пренебрежение общества по отношению к воспитанию глухонемых наносит ему экономический урон. «В самом деле, обществу пора понять, что, пренебрегая обучением глухонемых, оно лишает себя сотни тысяч хороших, честных работников… Следовательно, пренебрегать глухонемыми с общественной точки зрения и не умно и не выгодно» .

Известный исследователь умственно отсталых детей и организатор их обучения Г. Я. Трошин отмечает необходимость воспитания ненормальных детей, выдвигая проблему ненормальности у детей как важнейшую общественную проблему, при решении которой надо руководствоваться гуманными соображениями. «По нашему мнению, если бы ненормальных детей было не 2 %, а в 10 и даже в 100 раз меньше, всё-таки они заслуживали бы внимания; ценна не цифра, а ценен сам человек, как личность, и наши обязанности к нему. Надо помнить, что детская ненормальность составляет в громадном большинстве случаев продукт ненормальных общественных условий, борьба с нею составляет обязанность общества, а степень участия к ненормальным детям является одним из показателей общественной благоустроенности» . 

Ряд известных тифлопедагогов отмечают необходимость общественного образования для слепых. Указывая, что для слепого образование имеет ключевое значение, К. Ф. Лейко пишет: «Только рациональное воспитание и обучение могут сделать слепого гармонически зрелой личностью, способной к практическому выполнению своего гражданского назначения» . А. Н. Колубовский пишет о необходимости решения обществом проблемы образования слепых: «… обучение для слепого нужнее, чем для зрячего, и всеобщее обучение слепых является одной из ближайших задач, которые в настоящее время должны ставить себе правительство и общество» .

Как видно из анализа работ, учёные и педагоги-практики подчёркивают значение общественного характера образования для разных категорий детей с отклонениями в развитии. Они вкладывают в общественный характер образования тот же смысл, что и К. Д. Ушинский. Общество должно играть ключевую роль в образовании, целью которого является подготовка полезного члена общества. Исследователи отмечают, что общественный характер образования позволит решить как социально-экономические проблемы, так и проблему гуманизации, поскольку при правильно организованном образовании детей с отклонениями в развитии, они перестанут быть обузой для общества, требуя постоянных денежных вложений и не отдавая ничего взамен. Значительно уменьшится их число среди правонарушителей: попрошаек и преступников. Образование детей с отклонениями позволит решить проблему гуманизации отношений в обществе, поскольку многие люди с психофизическими нарушениями получат в той или иной степени возможность стать полноценными членами общества.

Утвердившаяся в начале XX века мысль об общественном характере образования детей с отклонениями в развитии получила реализацию в обучении и воспитании разных категорий детей. Появилось значительное, по сравнению с прошлым, число учебных заведений для таких детей. Снизилось количество учреждений, где осуществлялось только призрение и отсутствовало воспитание. В результате деятельности М. С. Морозова, М. П. Постовской, Н. П. Постовского, Г. Я. Трошина и др. удалось организовать новый социальный институт — вспомогательную школу и вспомогательный класс. Это позволило отстающим детям, обучавшимся в нормальных школах, получить адекватное Набирают силу общественные учебные заведения для глухонемых детей. Н. Н. Малофеев пишет о них: «Признавая небольшие размеры и очевидную финансовую нужду многих частных учебных заведений, не стоит недооценивать темпы развития и расширения географии сети в целом» .

Большинство организаторов и педагогов общественных заведений для детей с отклонениями в развитии, созданных во второй половине XIX — начале XX веков, считали важнейшей составляющей воспитания детей подготовку их к жизни.

В одном из первых в России медико-педагогическом заведении для умственно отсталых детей, которое открыл в 1882 г. И. В. Малеревский, воспитательные влияния были направлены на адаптацию детей к будущей жизни посредством привития им трудовых умений. Заведение И. В. Малеревского существовало 20 лет (с 1882 по 1903 гг.) Оно выпустило 401 воспитанника обоих полов. В заведение принимались дети с разной степенью умственной отсталости: от самой тяжёлой до относительно лёгкой.
Подготовка воспитанников к жизни осуществлялась во Врачебно-педагогическом институте для умственно недостаточных, отсталых и нервных детей, созданном в 1904 г. в Киеве О. И. Сикорской и Е. И. Сикорской. За время существования института в нём обучалось около 50 детей от 4 до 19 лет. Воспитанники делились на старшую, среднюю и младшую группы. В каждой — по 3-4 воспитанника. 

Большое значение придавалось подготовке детей с интеллектуальными нарушениями к самостоятельной жизни посредством трудовой деятельности в учреждениях для умственно отсталых детей под руководством Е. К. Грачёвой.
Деятельность школы-санатория по воспитанию детей с отклонениями была высоко оценена современниками. Известный олигофренопедагог А. Н. Граборов, посещавший школу-санаторий, отмечал чёткость и слаженность построенной воспитательной системы и её положительное влияние на воспитанников. Х. С. Замский считает, что это одно из первых заведений, в которых была налажена научно-методическая работа: «Школа-санаторий В. П. Кащенко явилась не только одним из первых специальных учреждений для детей, но и первым научно-методическим учреждением, занявшимся вопросами обучения и воспитания детей с разного рода нарушениями центральной нервной системы» .

Направленность воспитательного воздействия на подготовку детей к жизни просматривается в системах воспитания глухих детей. Это во многом связано с изменившимися социально-экономическими условиями, которые позволили принимать в учебные заведения детей крестьян и рабочих, что значительно расширило контингент учебных заведений и поставило перед ними иные задачи. Ведущими центрами воспитания и обучения детей с нарушениями слуха оставались Петербургское и Московское училища для глухонемых. Во второй половине XIX века в них расширяется трудовая подготовка, организуются мастерские, где воспитанники учатся разным ремёслам, освоение которых в последующем должно будет обеспечить им существование. В училищах ставится задача обучить воспитанников техническим знаниям.

В 1899 при в Санкт-Петербурге, при Мариинской школе были открыты мастерские столярного и переплетного мастерства. В том же году гр. С. А. Апраксин выделил участок для устройства мастерских Мариинской школы в имении Мурзинка. В Мурзинке была организована и ферма-школа для 40 девушек от 9 до 35 лет. Для фермы был построен деревянный двухэтажный дом, разбит сад, огород, устроен скотный двор, птичник и прачечная.

А. И. Дьячков отмечает: «В течение второй половины XIX века цели воспитания глухонемых определяются как умственное и нравственное развитие и обучение техническим знаниям» .

Появляются региональные учебные заведения для детей с нарушениями слуха. Несмотря на малочисленность и затруднения в их финансировании, имеются примеры удачного воспитания детей с нарушениями слуха. Особое место среди таких заведений занимает Александровское училище-хутор для глухонемых детей, организованное в 1898 году. Здесь велась активная и целенаправленная воспитательная работа по подготовке детей с нарушениями слуха к жизни. Училище-хутор состояло из детского сада и училища для глухонемых. На хуторе много земли было отведено под сад, огород, метеорологическую и биологическую станции. В училище принимались дети преимущественно из крестьянских семей. С весны до осени ученики трудились в хозяйстве и этим окупали своё проживание и обучение.

Как и в учреждениях для глухонемых, слепых обучают доступным им ремёслам, что позволяет им в дальнейшем адаптироваться к жизни. Для решения этих задач в училищах организованы ремесленные классы и ремесленные мастерские. После выхода слепых из учебных заведений Попечительство участвует в их социальной адаптации. Оно «… по выходе же слепцов из этих заведений, поддерживает их в новой трудовой жизни, устраивает особые общежития, организуя сбыт изготовленных слепыми изделий и оказывая материальную поддержку тем из них, которые по болезни или другим уважительным причинам не могут зарабатывать на своё пропитание» .

### Сикорский
Одними из первых научных работ, посвящённых изучению детей с отклонениями, были исследования выдающегося отечественного учёного И. А. Сикорского, который в своих трудах « … развивал идеи К. Д. Ушинского о принципах построения педагогики как науки, подчёркивая, что подлинной основой для научной теории воспитания является комплексное изучение ребёнка» .
Исследования И. А. Сикорского являются одной из первых попыток антропологического обоснования воспитания и обучения детей с отклонениями в развитии в отечественной науке.

### Россолимо
Г. И. Россолимо показал, что важный вопрос о детях, отсталых в умственном отношении, не являлся ещё предметом всестороннего исследования, поскольку не были объединены усилия медиков и педагогов. «Вопрос о призрении и обучении детей, отсталых в умственном и нравственном отношении, невзирая на всю свою важность, как для врачей, так и для педагогов, до сих пор в России ещё ни разу не являлся предметом специального всестороннего изучения. Эта задача посильная только общему съезду, естественным образом не ставилась педагогами; врачи со своей стороны, также обходили её в виду того, что по характеру своему, она едва ли может подлежать одной лишь медицинской науке» . В своём выступлении учёный утверждал необходимость психологического обоснования педагогики. «Чем более мы удаляемся от времени схоластической педагогики, тем сильнее ощущается потребность не только в психологическом обосновании ея, но и в психофизиологической индивидуализации объекта воспитания. — Далее он показывает, что для современного педагога недостаточно знания только методов и способов обучения и воспитания, а необходимо знать закономерности психического развития ребёнка с отклонениями. — Недостаточною оказывается стереотипная педагогическая техника, и является у педагога потребность в знакомстве с устройством и отправлениями органа психической деятельности как главного материала, из которого ему предстоит лепить самостоятельную личность». Г. И. Россолимо чётко формулирует цели и задачи врача и педагога в работе с ребёнком с умственным недоразвитием. Врачу он выделяет весь отдел работы по экспериментальному медико-психологическому исследованию детей. «Определение психической индивидуальности, выявление условий организма, в которых приходится функционировать нервной системе, указание болезненных явления со стороны последней, выявление тех условий, в которые необходимо поставить ребёнка для правильного хода его развития, выделение тех способностей нервной системы, которые представляют достаточную прочность для эксплуатации с педагогическими целями, с одной стороны, и указание на болезненные недопускающие культуры стороны нервно-психической организации — с другой; наконец, устранение посредством медицинских мероприятий недостатков нервной системы там, где это возможно, — вот к чему приблизительно должна сводиться роль врача по отношению к отсталым детям, подлежащим воспитанию и обучению». Педагогу Г. И. Россолимо предоставляет все остальные мероприятия по обучению и воспитанию, при этом, указывая на обязательность совместной работы с врачом. «Остальное должно быть сделано педагогом, и трудно сказать, чтобы хоть в одном из подобных случаев, могло бы быть поручено представителю одной из двух профессий» .

### Съезды по вопросам дефектологии
Потребность обсуждения проблем изучения, воспитания и обучения детей с отклонениями с привлечением целого ряда специалистов из разных областей знаний: педагогов, психологов, врачей была реализована на Втором съезде русских деятелей по техническому и профессиональному образованию, проходившем в 1895—1896 гг. Х. С. Замский называет его «первым съездом дефектологов». Вопросами изучения, воспитания и обучения детей с отклонениями в развитии занималась секция «Призрение и воспитание слепых, глухонемых и ненормальных детей». За исключением доклада А. А. Крогиуса, все работы были посвящены умственно отсталым детям: затрагивались вопросы дифференциальной диагностики интеллектуального развития, методы определения умственной отсталости (Г. И. Россолимо, Н. П. Постовский), раскрыта необходимость совместной работы врача и педагога при изучении и воспитании детей в специальных учебных заведениях. Целый ряд выступлений показывает их приверженность педологическому движению.

### Первые дефектологические исследования
Деятельность исследователей проходила в неразрывной связи с образованием специальных учебных заведений для разных категорий детей с отклонениями. Большинство исследований представляло собой описание результатов экспериментальной деятельности учёного или специалиста-педагога, или врача в учебных, медико-педагогических заведениях, клиниках и др. Большинство исследователей либо руководили этими заведениями, либо являлись научными консультантами, либо штатными сотрудниками. Рассмотрим, какие исследования проводились в этот период, кем и с какими категориями детей.
В основном исследовались три категории детей: умственно отсталые, с нарушением слуха и с нарушением зрения. Иногда исследования проводились со взрослыми людьми, имеющими перечисленные отклонения. Среди исследователей соответственно преобладали: психиатры и невропатологи, имеющие глубокие знания в области психологии и педагогики, отоларингологи, педагоги, и психологи, занимавшиеся исследованиями той или иной категории детей.
Как уже отмечалось, наиболее активно развивалось изучение умственно отсталых детей. Это было связано с многочисленными педологическими исследованиями в области интеллектуального развития ребёнка, как в норме, так и в патологии, которые развернулись в России в начале XX века. Целая плеяда психиатров и невропатологов проявляла значительный интерес к изучению умственно отсталых детей, причём, как патологических сторон их личности, так и позитивных — для определения возможностей компенсации. Среди исследователей необходимо назвать А. С. Грибоедова, Ф. Д. Забугина, В. П. Кащенко, П. И. Ковалевского, Е. Х. Малеревскую, И. В. Малеревского, Н. И. Постовского, Г. И. Россолимо, И. А. Сикорского, Г. Я. Трошина.
Рассмотрим наиболее значительные и характерные исследования. Все эти работы можно разделить на две группы. К первой группе относятся работы, в которых раскрывается зарубежный опыт изучения и воспитания умственно отсталых детей, а также формулируются положения о необходимости изучения их в России. В исследованиях, относящихся ко второй группе, приводятся методы определения умственной отсталости и результаты конкретных экспериментальных исследований умственно отсталых детей.

### Зарубежные заимствования, обзоры и общие работы
Характерной работой, относящейся к первой группе, является работа известного врача, профессора, научного консультанта Петербургского приюта-колонии для идиотов — П. И. Ковалевского. В 1906 году выходит его работа «Отсталые дети (идиоты, отсталые и преступные дети). Их лечение и воспитание». В работе подробно раскрывается зарубежный опыт изучения и воспитания умственно отсталых, обращается внимание на возможность воспитания даже глубоко умственно отсталых. Автор отмечает необходимость привлечения учёных и общественности к делу изучения и воспитания умственно отсталых детей. «… но в деле воспитания идиотов требуются два элемента: доброе сердце и просвещённый ум. В деле благотворительности применялся один первый элемент и отсутствовал второй. Поэтому, естественно, здесь идиоты находили человеколюбивый приют, но не проявляли успехов в развитии» . П. И. Ковалевский считает необходимым поставить на научную основу дело изучения и воспитания детей с отклонениями. Он считает, что эта задача вряд ли может быть решена в рамках такого заведения как приют, больше приспособленного для призрения. По мнению П. И. Ковалевского, необходимо создать «институт для воспитания отсталых детей».
К первой группе исследований относится и работа Е. Х. Маляревской, вышедшая в 1901 году: «Отсталые дети». В ней автор, врач и педагог, участвовавшая вместе с И. В. Маляревским в основании врачебно-воспитательного заведения для умственно отсталых детей в 1882 году, делится в научно-популярной форме своими наблюдениями за психически отсталыми детьми и особенностями их воспитания. Обращает на себя внимание то значение, которое придаёт автор проблеме раннего развития и воспитания детей с интеллектуальными нарушениями. Основываясь на своём многолетнем опыте, автор подробно описывает этапы их развития в младенческом, раннем, дошкольном возрасте и указывает на проблемы, которые могут появляться на том или ином этапе развития.
В работе педагога-практика Я. Зеленкевича «Пасынки школы (отсталые и талантливые дети)» (1909) указывается, что из-за непонимания природы детей школа подавляет личность: «Вся современная школа построена на порабощении воли ребёнка и воспитании в нём рабских наклонностей» . Автор отмечает, что из-за поверхностного отношения учителей к детям, нежелания вникать в особенности их личности усугубляются многие природные недостатки детей, что часто наносит непоправимый ущерб их психическому развитию.

### Экспериментальные и клинические эмпирические исследования
Ко второй группе относятся работы представителя педологического движения Г. И. Россолимо. Сферой его научных интересов были клинико-психологические исследования интеллектуального развития, как в норме, так и при патологии. Огромное значение Г. И. Россолимо придавал исследованиям, результатом которых было улучшение состояния воспитания умственно отсталых детей. Г. И. Россолимо считал необходимым привлечение к воспитанию разнообразных наук о человеке. В своей деятельности он использовал и развивал идеи К. Д. Ушинского. Как отмечает его соратник Ф. Д. Забугин: «Идеи Ушинского и Пирогова и их заветы были постоянно спутниками педагогических характеристик, диагнозов и тех мероприятий, которыми всегда провожал Г. И. своих маленьких пациентов» . Вслед за К. Д. Ушинским Г. И. Россолимо писал: «Искусство воспитания,… требует себе на помощь различные науки о человеке и в особенности те, которые занимаются душой человека не только вообще, но и на разных ступенях и в разных условиях его развития: наука о ребёнке, педология, со всеми своими атрибутами индуктивной дисциплины уже стучится в двери семейных домов и школ, апеллируя к наблюдениям родителей, заметкам учителей и данным исследования врачей, особенно врачей — знатоков детской здоровой и больной души» . Г. И. Россолимо считал, что надо создать метод изучения личности ребёнка, который бы позволял определить уровень его интеллектуального развития. Это даст возможность направлять отстающих детей в специальные классы и заведения, а также дифференцированно подойти к умственной отсталости, выделяя в ней разные группы по степени тяжести нарушения интеллекта.
Значительная работа по изучению умственно отсталых детей велась в санатории-школе, созданном известным учёным В. П. Кащенко.

### Шуберт
Экспериментальные психолого-педагогические исследования вела известный исследователь в области умственной отсталости, доктор философии А. М. Шуберт. В 1912 году в сборнике, посвящённом работе санатория-школы, А. М. Шуберт публикует научную работу, в которой приводит результаты своих экспериментальных исследований: «Опыт экспериментально психологического определения степени умственного развития воспитанников санатория-школы д-ра Кащенко».

### Трошин
Г. Я. Трошин вёл активную деятельность, направленную на помощь детям с отклонениями в развитии. Многолетний опыт работы в школе-лечебнице для ненормальных детей, созданной им в 1906 году, позволил учёному глубоко научно изучить проблемы развития ребёнка с отклонениями. Результатом его научно-исследовательской деятельности стал фундаментальный труд «Антропологические основы воспитания. Сравнительная психология нормальных и ненормальных детей», который он посвятил памяти К. Д. Ушинского.
В своём труде Г. Я. Трошин подошёл к изучению ребёнка с отклонениями в развитии с позиций комплексного подхода, опираясь на антропологическое направление в педагогике, заложенное К. Д. Ушинским. Пути развития ребёнка с отклонениями он рассматривал с гуманистических позиций, целостно, понимая необходимость глубокого изучения физиологической, психологической и социальной природы человека с целью поиска неиспользованных возможностей для воспитания.

### Владимирский
Одним из первых экспериментально-педагогических исследований глухонемых детей является работа А. В. Владимирского «Умственная работоспособность в разные часы школьного дня . Экспериментальное исследование над воспитанниками Санкт-Петербургского училища глухонемых». А. В. Владимирский был известным врачом и дефектологом, активно вовлечённым в педологические исследования начала века. С 1908 года он работал в Психоневрологическом институте под руководством В. М. Бехтерева. Позднее он руководил организованной при этом институте вспомогательной школой.

### Другие
Новаторской является работа А. Н. Поросятникова "Сравнительное исследование зрительных восприятий и способности запоминания у слышащих и глухонемых детей школьного возраста (1910). Автор рекомендует следить за развитием зрительного восприятия глухонемых в учебных заведениях и развивать его как важное компенсаторное средство. Работу А. Н. Поросятникова поддержали и признали значительной ведущие сурдопедагоги того времени: Н. М. Лаговский, Ф. А. Рау и другие сурдопедагоги, и отоларингологи, присутствовавшие на Всероссийском съезде по воспитанию, обучению и призрению глухонемых, где были доложены результаты его исследований.
Медико-педагогические исследования глухонемых детей проводили крупные отечественные учёные: профессор Московского университета С. С. Преображенский и доктор медицины, приват-доцент Военно-медицинской академии М. В. Богданов-Березовский.
С. С. Преображенский считал необходимым, помимо обучения устной речи, которое было развито в то время в училищах для глухонемых, развитие у них слухового восприятия. Используя исследования многих зарубежных и некоторых отечественных отоларингологов, а также свой многолетний опыт работы по изучению и лечению глухонемых, он утверждал, что решение проблем коррекции речи у глухонемых напрямую связано с развитием слухового восприятия. «Стало быть, вопрос о поправимости глухонемоты сводится к вопросу о поправимости глухоты вообще» . По мнению С. С. Преображенского, глухота бывает поправимой и нет, что зависит от степени тяжести поражения слухового анализатора. С. С. Преображенский отмечает, что с тугоухими обязательно надо заниматься развитием слухового восприятия. Это, по его наблюдениям, даёт значительные результаты. «Что касается до глухих вообще, то при односторонней глухоте должно обращать особое внимание на глухое ухо, упражняя его в слухе, как разговором, так и всевозможными музыкальными инструментами, закрывая здоровое ухо ватой или пальцем. То же самое следует делать и при двухсторонней тугоухости для того, чтобы не дать окончательно погибнуть остаткам слухового нерва. Такие лица отнюдь не должны избегать общества, должны посещать концерты, театры и т. п. … для упражнения слуха» .
Значительные клинико-педагогические исследования проводил известный учёный М. В. Богданов-Березовский. В своём фундаментальном труде «Положение глухонемых в России: с обзором современного состояния вопроса о восстановлении слуха у глухонемых» (1901 год) учёный осветил разные стороны проблемы глухонемоты в России: демография, воспитание и обучение, лечение.
Работа выполнена в контексте антропологического направления в педагогике, заложенного К. Д. Ушинским, так как автор рассматривает проблемы глухонемоты с позиций разных наук: педагогики, психологии, медицины. Комплексный научный анализ данной проблемы позволяет ему наметить пути компенсации нарушения слуха, соответствующие психофизиологическим особенностям человека с нарушенной слуховой функцией. М. В. Богданов-Березовский научно обосновывает необходимость развития слухового восприятия у детей с нарушениями слуха как важнейшую задачу их социальной реабилитации. В этом труде он освещает свою практическую работу по развитию слухового восприятия у детей и её результаты. Работа является этапом в развитии комплексного изучения детей с нарушениями слуха.
Проблемы изучения людей с нарушением зрения начинают разрабатываться в России в конце XIX века в работах педагогов, психологов, врачей. В периодических изданиях появляются первые работы, касающиеся психического развития людей с нарушением зрения. Среди них значительными являются работы: Г. П. Недлера «Самые несчастные из слепцов» (1889), М. Дюфура «О физиологии слепых» (1894), Г. И. Челпанова «Очерки из психологии слепых» (1894). Авторы поднимают разные проблемы психического развития людей с нарушением зрения и говорят о возможностях компенсации.
Г. П. Недлер отмечает глубокое своеобразие психического развития слепых. По его мнению, лишение человека какого-либо важного из внешних чувств влечёт за собой невозможность достижения той степени интеллектуального развития, на которую способен человек с сохранными органами чувств.
М. Дюфур рассматривает в своей работе некоторые особенности психофизического развития слепых. Анализируя проблему определения слепыми препятствий на расстоянии, автор отмечает, что это становится возможным в результате активизации слуховой рецепции у слепых.
Известный русский психолог Г. И. Челпанов в результате результаты экспериментального исследования остроты слуха у слепых и способности их к локализации звука в пространстве выявил, что у слепых пороги слуховой чувствительности ниже, чем у нормально видящих. Повышение порогов слуховой чувствительности при слепоте в определённых случаях автор объясняет повышенной, по сравнению с нормой, интенсивностью внимания. По мнению Г. И. Челпанова, у слепых преимущественно развиваются внимание и память, в то время как: «Круг идей у них ограничен областью звука и осязания, и это должно класть совершенно особенный отпечаток на характер его умственных построений, которые для нас остаются непостижимыми» .
В начале XX века в периодических изданиях появляется целый ряд статей, которые отражают состояние процесса изучения людей с нарушением зрения. Рассмотрим наиболее значимые из них.
В. Мекер в работе «Эстетическое воспитание слепых» (1903) указывает на то, что слепым вполне доступны осязательные восприятия пространственных и материальных признаков объектов. Автор анализирует психические состояния и свойства личности слепых. По его мнению, у людей с нарушением зрения чаще всего подвергаются изменению чувства и характер. Чувства у слепых развиваются быстрее и достигают большей полноты и глубины, чем у зрячих.
Ряд работ по проблеме психологии слепых в разные годы выпускает К. К. Лейко: «Факты и мысли» (1903), «Привычка и её значение» (1905), «Психическая энергия и психический темп у слепых» (1908), «Психология слепых» (1908). К. К. Лейко солидаризируется с взглядами В. Мекера на развитие чувств у слепых. В своих работах он объясняет изменения в области характера слепых сокращением психической энергии и снижением психического темпа. По мнению К. К. Лейко, ряд психических процессов развивается у слепых значительно лучше, чем у видящих. Среди них он называет внимание, воображение, мышление. В исследованиях автора показано, что привычки у слепых возникают значительно быстрее, чем у зрячих. Причину этого явления он видел в высоко развитых волевых качествах личности.
Изучения осязания у слепых касаются работы: С. Геллера «Способность слепых приспособляться к жизни» (1911) и Г. П. Недлера «Первоначальное воспитание слепого ребёнка» (1914).
С. Геллер, на основе изменения порогов кожной чувствительности, проводил исследования осязания. Г. П. Недлер исследовал его путём собственных наблюдений над слепыми. Исследователи приходят к схожим выводам о повышении у слепых чувствительности данной модальности по сравнению с нормой.
Из приведённого анализа статей, посвящённых особенностям психики слепых людей, прослеживается большой интерес к разработке этой проблемы со стороны врачей, педагогов и психологов. Более глубоко проблема изучения людей с нарушением зрения разработана врачами и психологами А. А. Крогиусом, В. И. Рудневым, Г. И. Суровым. Исследования перечисленных авторов значительно отличаются друг от друга. Если работа А. А. Крогиуса является фундаментальным исследованием в области психологии слепых, то остальные две — представляют собой краткое описание результатов исследования слепых.
Важным этапом в развитии изучения людей с нарушениями зрения является научная деятельность А. А. Крогиуса, который активно участвовал в педологических исследованиях вместе с В. М. Бехтеревым, А. Ф. Лазурским, А. П. Нечаевым. В своём труде «Из душевного мира слепых» (1909 год) А. А. Крогиус представил результаты многолетних экспериментально-психологических исследований слепых людей разного возраста. Автор изучает психические процессы у слепых в сравнении со зрячими; детально анализирует компенсаторные процессы у слепых (осязание, обоняние, слуховое восприятие).
Работа внесла большой вклад в комплексное изучение людей с нарушениями зрения.
С конца XIX века начинают появляться первые исследования, выдвигающие необходимость глубокого научного обоснования воспитания и обучения разных категорий детей с отклонениями в развитии. Утверждается необходимость привлечения к их воспитанию и обучению разных наук о человеке и его деятельности. Проводятся первые попытки экспериментального изучения детей с интеллектуальными нарушениями (И. А. Сикорский) и исследования психики слепых (М. Дюфур, Г. П. Недлер, Г. И. Челпанов).
На рубеже XIX—XX веков значительно возрастает число клинико-педагогических и экспериментально-психологических исследований людей с нарушениями, что связано с ростом в России в этот период педологических исследований, в которых получили отражение идеи педагогической антропологии К. Д. Ушинского. Глубокая связь педологических работ и исследований людей с отклонениями в развитии подтверждается многочисленными фактами. Группа отечественных учёных, занимающихся изучением людей с отклонениями, активно участвует в съездах, организованных педологами. Их работы перекликаются с трудами представителей педологического движения того времени. Такие исследователи отклоняющегося развития как А. В. Владимирский, А. А. Крогиус, Г. И. Россолимо, Г. Я. Трошин, Г. И. Челпанов являются видными участниками педологического движения. Большинство учёных отмечает крайнюю неразработанность клинико-психолого-педагогических исследований детей с отклонениями в развитии. Наблюдается явная диспропорция между накопившимися методами обучения (особенно в сурдопедагогике) и знаниями психофизиологических и психологических особенностей детей. Силы большинства учёных направлены на решение этих проблем. В рассматриваемый период наблюдается значительная поддержка изучения отклоняющегося развития со стороны педагогов, работающих с разными категориями детей. Большинство работ проводится в учебных заведениях при непосредственном участии и содействии педагогов. Изыскания проводятся, в основном, с тремя категориями детей: умственно отсталыми, с нарушением слуха и с нарушением зрения.
Достигнуты большие успехи в области изучения умственно отсталых детей (Э. А. Галиновская, М. С. Морозов, Н. П. Постовский, Г. И. Россолимо, Г. Я. Трошин, А. М. Шуберт, Е. Н. Щербинин). Наиболее важными среди них являются: разработка методов изучения интеллекта (Н. П. Постовский, Г. И. Россолимо) и систематизация разнообразных экспериментальных исследований Г. Я. Трошиным. Его труд построен на положениях педагогической антропологии К. Д. Ушинского. В результате клинико-педагогических и экспериментально-психологических изысканий глухонемых (М. В. Богданов-Березовский, А. В. Владимирский, А. Н. Поросятников, С. С. Преображенский), удалось впервые описать некоторые психофизиологические особенности развития глухонемого ребёнка.
Значительное число работ посвящено изучению слепых людей (С. Геллер, М. Дюфур, А. А. Крогиус, К. К. Лейко, В. Мекер, К. П. Недлер, В. И. Руднев, Г. И. Суров, Г. И. Челпанов). Авторы поднимают вопросы психофизиологического развития слепого человека. Особое значение для изучения слепых людей имеет фундаментальная работа А. А. Крогиуса.
Вышесказанное позволяет сделать вывод о том, что в рассматриваемый период была предпринята попытка подведения антропологического базиса под теорию воспитания и обучения разных категорий детей с отклонениями в развитии. Обращает на себя внимание педагогическая направленность исследований. Все они в той или иной мере направлены на совершенствование обучения и воспитания.
За достаточно короткий срок педагогические вопросы перестали быть случайным выводом из медицинских и психологических исследований, став исходным пунктом для них. Все результаты клинико-педагогических и экспериментально-психологических исследований были направлены на одну ключевую цель — улучшение воспитания человека с отклонениями в развитии. Большинство работ было посвящено комплексному изучению детей, которое в дальнейшем помогло бы им получить адекватное воспитание и интегрироваться в общество нормально развивающихся. Можно сделать вывод о том, что к моменту глобальных социально- экономических изменений, произошедших в результате революции 1917 г., в России были сформулированы основные положения, которые открыли путь к новому этапу развития дефектологии: необходимость трудового воспитания как основы для интеграции детей с отклонениями в общество нормально развивающихся, приобщение детей к творчеству; повсеместное использование индивидуального подхода.

## Развитие дефектологии в советский период
В первые послереволюционные годы научные исследования в области дефектологии были малочисленны и в основном продолжали линию исследований, которые велись до революции. Активную деятельность вели крупные исследователи, начавшие разработку проблем помощи детям с отклонениями ещё с самого начала XX века. Среди них: А. В. Владимирский, В. П. Кащенко, А. А. Крогиус, Г. И. Россолимо и др. Основные силы специалистов были направлены в первые послереволюционные годы на организацию учреждений для воспитания и обучения дефективных детей. Тяжёлая социально-экономическая ситуация, сложившаяся в стране, привела к значительному ухудшению состояния образования детей с отклонениями. В большинстве учреждений воспитание и обучение было на низком уровне либо вообще отсутствовало. В результате отнесение к дефективным детям всех беспризорников, воспитание детей с психофизическими нарушениями, действительно нуждающихся в специальном воспитании, находилось в неудовлетворительном состоянии. Расширение контингента детей, относимых к дефективным, внесло путаницу в понимание предмета, целей и задач дефектологии. Ещё до революции имелись значительные расхождения во мнениях специалистов, кого относить к дефективным детям. Часто к ним относили малолетних преступников, называя их морально дефективными. После революции в группу дефективных детей попали все беспризорники, которых безосновательно стали считать морально дефективными. Налицо было отставание отечественной дефектологии от научных идей в области изучения, воспитания и обучения детей с отклонениями, развивавшихся в мире. Имелся явный конфликт между выдвинутой необходимостью обучать всех детей независимо от их психофизических нарушений и возможностями государства: отсутствие достаточного количества педагогов, низкий уровень научных исследований в области дефектологии. К середине 20 — ых годов назрел целый ряд вопросов, которые требовали немедленного решения. Многие дефектологи понимали необходимость переоценить и переосмыслить накопленный опыт по изучению, воспитанию и обучению детей с отклонениями в развитии.
Переосмысление накопленного опыта и выдвижение новых положений в дефектологии связано с научной и общественной деятельностью Л. С. Выготского и целого ряда участников кругa Выготского.
Начиная с 1924 года, Л. С. Выготский начинает активную научную деятельность в области дефектологии. Кризис в развитии дефектологии Л. С. Выготский рассматривает с позиций общих изменений в науках о человеке: психологии, медицине, педагогике, которые интенсивно проходят в эти годы. Л. С. Выгодский отмечает необходимость отхода от филантропического подхода к воспитанию детей с отклонениями и перехода к социальному воспитанию. Он обосновывает необходимость глубоких научных исследований в области дефектологии, направленных на усовершенствование воспитания и обучения.
Исследования Л. С. Выготского носили комплексный характер. Он подходил к проблемам изучения, воспитания и обучения детей с отклонениями с позиций разных наук о человеке. В его исследованиях представлен клинико-психологический и психолого-педагогический подход к анализу отклоняющегося развития. Глубокое понимание необходимости привлечения к дефектологии наук о человеке и его деятельности позволило Л. С. Выготскому поднять исследования совершенно на иной уровень. В отличие от других исследователей, которые рассматривали определённую проблему дефектологии, либо изучение, либо воспитание и обучение той или иной категории детей с отклонениями, в центре исследований Л. С. Выготского прежде всего стоял человек с отклонениями в развитии и весь комплекс проблем, который был связан с его изучением, воспитанием и обучением. Л. С. Выготский привлёк к дефектологии самые современные подходы, сформировавшиеся в этот период в медицине, психологии и педагогике. Им показана необходимость целостного подхода к изучению детей с отклонениями в развитии.
Научные концепции Л. С. Выготского в области дефектологии оказали определяющее влияние на её развитие в советский период. Л. С. Выготский комплексно подходил к анализу психического развития детей с отклонениями. Понятие «развитие» было важнейшим в научных концепциях, выдвинутых Л. С. Выготским. Л. С. Выготский считал важнейшей проблемой взаимосвязь развития и воспитания. Данные взгляды получили развитие в исследованиях Л. С. Выготского. Он утверждал, что обучение — важнейший момент развития у ребёнка высших психических функций. В своих работах в области дефектологии Л. С. Выготский показывал необходимость учёта индивидуальных особенностей разных категорий детей с отклонениями в воспитательном процессе. Им показано своеобразие, которое складывается в процессе взаимодействия ребёнка с отклонениями в развитии с окружающей средой. Л. С. Выготский отмечал, что развитие ребёнка с отклонениями в социуме имеет глубокое своеобразие. У таких детей нарушено общественное поведение. По мнению Л. С. Выготского, упущения в воспитании связаны с недостаточным учётом индивидуальных особенностей детей и отсутствием мер по развитию социального поведения ребёнка с отклонениями в развитии.
Большое значение имела концепция Л. С. Выготского о разном влиянии дефекта на психические функции, элементарные и высшие. Он рассматривал развитие ребёнка как непрерывный процесс, в котором каждый последующий период онтогенеза опирается на предыдущий. « … развитие есть непрерывный самообусловливаемый процесс…» Учитывая это, он считал необходимым отличать первичный дефект от вторичных дефектов. Биологическое нарушение всегда является первичным дефектом. Это нарушение слухового либо зрительного анализатора, либо органическое поражение головного мозга при умственной отсталости. Вторичным дефектом при глухоте является нарушение речи, при слепоте — нарушение пространственной ориентировки, формирования понятий. При умственной отсталости — недоразвитие высших психических функций. Положение о первичных и вторичных дефектах позволило обосновать необходимость опираться, прежде всего, при обучении и воспитании детей с отклонениями в развитии на высшие психические функции, которые сложились в процессе истории развития человечества. Это нашло подтверждение в разработанной Л. С. Выготским культурно-исторической теории. Л. С. Выготский утверждал, что высшие психические функции поддаются гораздо лучше воспитательному воздействию, поскольку не связаны непосредственно с биологическими причинами нарушения. Развитие высших психических функций является основой обучения детей с отклонениями также потому, что их недоразвитие связано с затруднениями, возникающими у ребёнка в процессе коллективной деятельности. А коллектив, в котором находится ребёнок, при правильной организации воспитания может оказать значительное положительное влияние на психическое развитие ребёнка. Л. С. Выготский научно обосновал и окончательно утвердил в дефектологии положение об общности психического развития детей с нормальным и детей с отклоняющимся развитием.
В трудах Л. С. Выготского выделяется целый ряд особенностей психического развития ребёнка с отклонениями. Он показал, что изначальный биологический дефект приводит к глубокому своеобразию психического развития ребёнка. При этом он отмечал большой потенциал, которым обладает организм ребёнка. По его мнению, правильно организованное воспитательное воздействие позволит организовать этот потенциал. Л. С. Выготский разработал теорию компенсации дефектов в развитии. Он отмечал, что компенсаторные возможности зависят не только от тяжести дефекта, но и от методов воспитательного воздействия.
Огромное значение для развития дефектологии имеют взгляды Л. С. Выготского на диагностику развития ребёнка с отклонениями. Он утверждал, что человека необходимо изучать на разных этапах его жизни: «Воспитатель должен стремиться узнать человека, каков он есть в действительности, со всеми его слабостями и во всём его величии, со всеми его будничными, мелкими нуждами и со всеми его великими духовными потребностями. Воспитатель должен знать человека в семействе, в обществе, среди народа, среди человечества и наедине со своей совестью; во всех возрастах, во всех классах … Тогда только будет он в состоянии почерпать в самой природе человека средства воспитательного влияния — а средства эти громадны!» В своей программной работе «Диагностика развития и педологическая клиника трудного детства» Л. С. Выготский утверждает необходимость глубокого изучения ребёнка с отклонениями в процессе его психического развития. Он отмечает, что изучение ребёнка должно проводиться с обязательным учётом тех условий, в которых он обучается и живёт. Всякое изучение должно строиться на изучении динамики психического развития ребёнка. «Таким образом перед современной педологией встаёт задача вместо статической, абстрактно построенной типологии создать динамическую типологию трудно воспитуемого ребёнка, типологию, основанную на изучении реальных форм и механизмов детского развития, обнаруживающих себя в тех или иных симптомокомплексах» .
Краткий анализ основных положений научных концепций Л. С. Выготского в области дефектологии позволяет говорить о том, что он подходил к проблемам воспитания детей с отклонениями с антрополого-педагогических позиций, поскольку привлекал к дефектологии все необходимые науки о человеке и его деятельности. Он комплексно подходил к изучению ребёнка с отклонениями, разрабатывая клинико-психологические и психолого-педагогические подходы; выдвигал изучение ребёнка как основу его воспитания.
Благодаря исследованиям Л. С. Выготского, проблема изучения ребёнка с отклонениями была поднята на совершенно другой уровень. Разработанные Л. С. Выготским концепции в области дефектологии легли в фундамент нового этапа её развития, в который она оформилась как самостоятельная наука о ребёнке с отклонениями в развитии, его изучении, воспитании и обучении. Дальнейшее развитие дефектологии в СССР проходило под влиянием идей Л. С. Выготского, которые реализовывались его учениками и последователями.
После смерти Л. С. Выготского вскоре окончательно была решена судьба педологического движения, с развитием которого было неразрывно связано становление дефектологии с конца XIX века. Постановление 1936 года о педологических извращениях напрямую затронуло дефектологию и специальное образование. Резко сократилось количество исследований детей с отклонениями. Значительно уменьшилось число вспомогательных школ. Критике подверглись участники педологического движения, занимавшиеся научными исследованиями в области дефектологии. Забвению было предано наследие Л. С. Выготского. Критике и репрессиям подвергся выдающийся дефектолог И. А. Соколянский. Однако, большинству крупных исследователей — соратников, учеников и последователей Л. С. Выготского удалось остаться в науке.